# (34706) 2001 OP83
(34706) 2001 OP83 est un astéroïde de la ceinture principale aréocroiseur découvert en 2001.

## Description
(34706) 2001 OP83 a été découvert le 27 juillet 2001 à l'observatoire Palomar, situé au nord de San Diego en Californie, par le programme Near Earth Asteroid Tracking (NEAT).

### Caractéristiques orbitales
L'orbite de cet astéroïde est caractérisée par un demi-grand axe de 2,25 ua, un périhélie de 1,39 ua, une excentricité de 0,38 et une inclinaison de 8,70° par rapport à l'écliptique. Du fait de ces caractéristiques, à savoir un demi-grand axe inférieur à 3,2 ua et un périhélie compris entre 1,3 et 1,666 ua, il croise l'orbite de Mars et est classé, selon la JPL Small-Body Database, comme astéroïde aréocroiseur (aréo venant de Arès).

### Caractéristiques physiques
(34706) 2001 OP83 a une magnitude absolue (H) de 14,9 et un albédo estimé à 0,293.